# زمین‌لرزه ۱۹۶۷ ترکیه
زمین‌لرزه ترکیه  در تاریخ ۲۶ ژوئیه ۱۹۶۷ میلادی، برابر با ‎۴ مرداد ۱۳۴۶، ساعت ۱۸:۵۲:۵۹ به زمان یوتی‌سی در ترکیه رخ داد. ژرفای این زلزله ۸٫۱ کیلومتر بود. بزرگی آن ۵٫۶ در مقیاس mb اعلام شده‌است. زمین‌لرزه به وقت محلی در روز چهارشنبه، ساعت ۲۰ روی داده و منطقه زمانی آن یوتی‌سی +۲ بوده‌است (با لحاظ تغییر ساعت تابستانی).
سازمان زمین‌شناسی آمریکا نیز جای این زمین‌لرزه را در مختصات ۳۹°۳۰′شمالی ۴۰°۲۴′شرقی / ۳۹٫۵°شمالی ۴۰٫۴°شرقی و بزرگی آنرا برابر با ۶٫۲ در مقیاس ریشتر اعلام کرده‌است. ژرفای گزارش شده از سوی این سازمان ۸ کیلومتر می‌باشد.
شمار کشتگان زلزله حدود ۱۱۰ نفر بوده‌است.تعداد زخمیان ۲۸۶ نفر برآورده شده‌است.